# Baianópolis
Baianópolis è un comune del Brasile nello Stato di Bahia, parte della mesoregione dell'Extremo Oeste Baiano e della microregione di Barreiras.